# Kylie Tennant
Kathleen Kylie Tennant (12 mars 1912 - 28 février 1988) est une romancière australienne, dramaturge, nouvelliste, critique, biographe et historienne. Elle est connue pour ses romans et pièces dont les sujets sont les migrants, les chômeurs et autres personnes défavorisées.

## Biographie

### Jeunesse
Fille de Thomas Walter Tennant, clerc, et de son épouse Kathleen Alice Tolhurst, Kylie (/k aɪ l i / ; ) Tennant est née à Manly, en Nouvelle-Galles du Sud (Australie) le 12 mars 1912. Baptisée dans l'église presbytérienne de son père, elle a surtout été élevée dans la confession Science Chrétienne de sa mère. Son enfance n'a pas été des plus faciles puisque ses parents se battaient entre eux et avait de fréquentes périodes de séparations,.
À peine âgée de dix ans, elle écrit un poème intitulé My Sunbeam qui gagne un prix et se retrouve publié dans le journal The Sunday sun. A 18 ans, elle quitte le domicile parental et en cherchant du travail, devient agent de publicité pour l'Australian Broadcasting Commission, et elle passe finalement neuf mois dans un kiosque d'une gare avant de rentrer chez ses parents. Elle a fait ses études au Brighton College de Manly puis, en 1931, elle entame des études en Arts à l'université de Sydney mais qu'elle ne termine pas puisqu'elle quitte l'université au bout d'une année, ce qu'elle regrettera plus tard.

### Mariage et conscience politique
C'est durant cette période universitaire qu'elle rencontre Lewis Charles Rodd qu'elle rejoint à Coonabarabran lorsqu'il y obtient un poste d'enseignant en 1932. Le 21 novembre 1932, ils se marient à l'église du Christ de Coonabarabran dans le rite anglican qu'elle a rejoint. De ce mariage sont nés deux enfants (une fille, Benison, en 1946 et un fils, John Laurence, en 1951).
C'est à ce moment-là qu'elle est témoin des difficultés de la vie des chômeurs ruraux. Elle était alors journaliste pour le Smith’s Weekly et le Referee et commençait ses recherches pour l'écriture de son livre Tiburon.
Les premières années de son couple étaient difficiles. Kylie Tennant, par ses recherches sur la pauvreté et le chômage avait un fort attrait pour le communisme alors que son époux était un anglican très pratiquant ce qui menait souvent à des conflits mais aussi à des échanges très créatifs.
Elle prend la carte du parti communiste d'Australie en 1935 mais finalement le quitte au bout de quelques mois estimant que le parti avait perdu son lien avec les classes laborieuses. Son époux et elle, rejoignent le mouvement socialiste chrétien vers la fin des années 1930.
Son époux devient son premier éditeur, son correcteur et plus dur critique. Il l'a persuade même de brûler un brouillon de son premier roman. Ils partagent de nombreux centres d'intérêts en littérature, et sur le socialisme et la justice sociale. Sa biographe Jane Grant explique que leur partenariat était à l'avant-garde des mouvements en faveur de meilleurs salaires et habitats, du pacifisme, des droits des indigènes d'Australie, et de l'environnement.

### Premier roman, premier succès

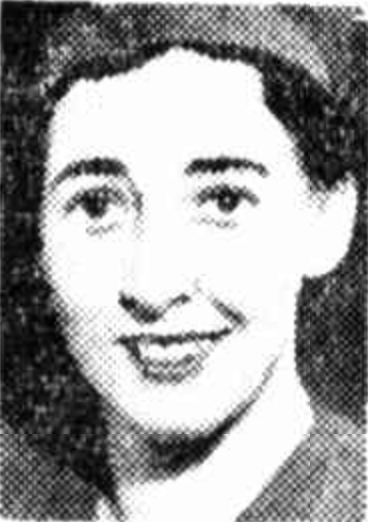
Kylie Tennant vers 1940

Son premier roman, Tiburon est écrit en 14 semaines, sort d'abord sous forme d'une série dans le journal The Bulletin. C'est un succès. Elle remporte le prix S. H. Prior memorial en 1935,, et il sera édité en un livre par Endeavour Press. S'ensuivront rapidement six autres nouvelles dont Foveaux, publié en 1939, s'inspirant de Joseph Foveaux, le lieutenant-gouverneur de l'île Norfolk et de la Nouvelle-Galles du sud au début du XIXe siècle.
C'est surtout son troisième roman, The Battlers, qui fera d'elle une célébrité en Australie et lui amènera une renommée mondiale avec un beau succès aux États-Unis et en Angleterre. Ce roman est un portrait très réaliste de la vie des chômeurs itinérants et elle a été appelée la John Steinbeck australienne mais cette comparaison des deux romans a irrité Tennant car elle a affirmé qu'elle n'avait jamais lu Les raisins de la colère. Ce roman sera publié en France sous le titre de Les trimardeurs aux éditions Plon en 1955.
Son quatrième roman Time Enough Later parle d'une jeune femme Betsie qui tombe amoureuse d'un homme plus âgé mais qui ne tombe pas soumise. Tennant y dépeint encore la pauvreté, l'indifférence des propriétaires et le système de classes existant à Sydney à cette époque. Son roman suivant, Ride on Stranger est une comédie satyrique sur le communisme. Ce roman fut apprécié de manière contrastée en fonction des aspirations politiques des uns et des autres en Australie. George Orwell qui l'avait lu, l'a jugé favorablement malgré quelques réserves.

### Fiction, réalité ou les deux
Tennant a souvent fleurté avec les limites entre réalité et fiction. Ses romans parlaient avec beaucoup de réalisme des personnes dans la souffrance en mettant en avant des personnages qui parfois étaient de vrais personnes avec leurs vrais noms. Elle assurait à ses éditeurs qu'elle évitait cela mais ce n'est pas toujours le cas comme avec le personnage de Snow dans The Battlers ou encore Leslie Charteris dans Ride On Stranger. Dans ce dernier cas, la véritable personne a porté plainte contre l'éditeur qui s'est retrouvé condamné en 1943.

### Carrière
En 1952, elle reçoit une bourse de la Commonwealth Literary Fund pour pouvoir écrire un nouveau roman. Mais en août 1952, la politique s'en mêle en la personne du député libéral William Wentworth qui l'accuse d'être communiste. Tennant s'en défendra, retourna l'argent et demandera au député de répéter les accusations. Il faudra que le premier ministre australien Robert Menzies conjure Tennant d'accepter la bourse.
Son huitième ouvrage The Honey Flow en 1956 marquera le début d'une longue pause dans l'écriture des romans. Devant s'occuper de ses enfants et ayant besoin d'argent, elle accepte différents postes.
Elle devient lectrice en Australie pour la maison d'édition Macmillan & Co et aussi critique pour The Sydney Morning Herald.
Dans ce dernier journal, elle y défend Patrick White, auteur de The Tree of Man, ouvrage qui avait été très sévèrement critiqué par A.D. Hope et se lieront d'amitié. De même, parmi ses amis, on retrouve la romancière Elizabeth Harrower.
Son travail lui permet d'écrire des livres et des pièces pour les enfants. Œuvres qui seront aussi récompensées par des prix, notamment l'ouvrage All the Proud Tribesmen parlant des indigènes d'Australie en 1960.
Toujours en 1960, elle sera aussi conseillère littéraire et rédactrice en chef de l'éditeur Stephen Murray-Smith et l'année suivante, membre du conseil consultatif du Commonwealth Literary Fund. Elle parviendra à convaincre de dernier fond de subvenir aux besoins de l'auteur australien Martin Boyd qui vivait âgé et pauvrement en Italie. En 1961, son mari déprime à la suite de l'aveu de Tennant d'une infidélité, il tente plusieurs fois de se suicider et finit par se jeter sous un train, survit mais perd un bras et un pied.
Bien qu'elle ait commencé en 1953 avec un ouvrage sur l'histoire de l'Australie, à partir de ces années 1950, elle se diversifie et commence à écrire des critiques, des livres d'histoires, et des biographies tout en continuant d'écrire des nouvelles. En 1970, elle publie notamment la biographie de H.V. Evatt,.

### Les années de dépression
La décennie des années 1970 sera marquée pour elle par des épisodes de dépression, probablement liés aux drames familiaux qu'elle vit. Son fils est tué en 1978 après être tombé dans la drogue alors qu'il avait été diagnostiqué schizophrène en 1971. Son époux, Lewis Charles aura une rechute de dépression grave en 1975 et décèdera en 1979 des suites d'un cancer,.

### Fin de vie
En 1980, elle est récipiendaire de l'Ordre d’Australie pour ses services rendus à la littérature de son pays.
Le roman Tantavalon, qu'elle publie en 1983 était une forme d'au-revoir que Tennant avait écrit pour ses deux proches disparus en traitant des sujets de la dépression et de la drogue mais en les transformant en comédie car l'humour est une protection.
Trois ans plus tard, elle publie son autobiographie The Missing Heir. L'année suivante, elle reçoit le titre de Docteur en Littérature par l'Université Monash.
En février 1988, sa fin de vie arrivant, atteinte d'un cancer, elle signe une lettre à un ami publiée dans le Sydney Morning Herald où elle condamne les poursuites contre ceux qui abrègent les souffrances de leurs patients. Elle meurt le 28 février 1988 à Chastwood et se fait incinérer.

### Méthodes de travail
En 1972, elle fait don à la National Library of Australia, de toute la documentation issues de ses recherches pour l'écriture de sa biographie de l'homme politique H.V. Evatt ainsi que d'autres documents qu'elle avait accumulée durant sa carrière pour écrire ses livres.
Son travail était connu pour ses représentations bien documentées, réalistes mais positives de la vie des défavorisés en Australie. Elle n'hésitait pas à effectuer des randonnées pédestres ardues pour être au contact des gens, vivre comme eux pendant plusieurs mois en cherchant du travail et mieux les comprendre,. Par exemple pour écrire Tiburon, elle a travaillé comme barmaid, vendu des journaux, marché des centaines de miles, travaillé comme serveuse et vécu dans les bidonvilles de Surry Hills. Pour écrire The Battlers, elle est allée vivre dans le bush pendant six mois à cheval (jusqu'à ce que son cheval, du nom de Violet ne meurt étranglé par sa maladresse), habillée comme un homme à chercher du travail.
Dans une interview vidéo filmée en 1986, trois ans avant sa mort, pour la série de films d'archives du Conseil australien, Tennant a raconté comment elle vivait comme les personnes sur lesquelles elle écrivait, voyageant en tant que travailleuse itinérante au chômage pendant les années de la dépression, vivant dans des communautés et passer une courte période en prison pour des recherches,.
Deux des romans de Tennant, Battlers et Ride on Stranger, qui se déroulent dans les années 1930, ont été adaptés pour la télévision sous la forme de mini-séries télévisées.

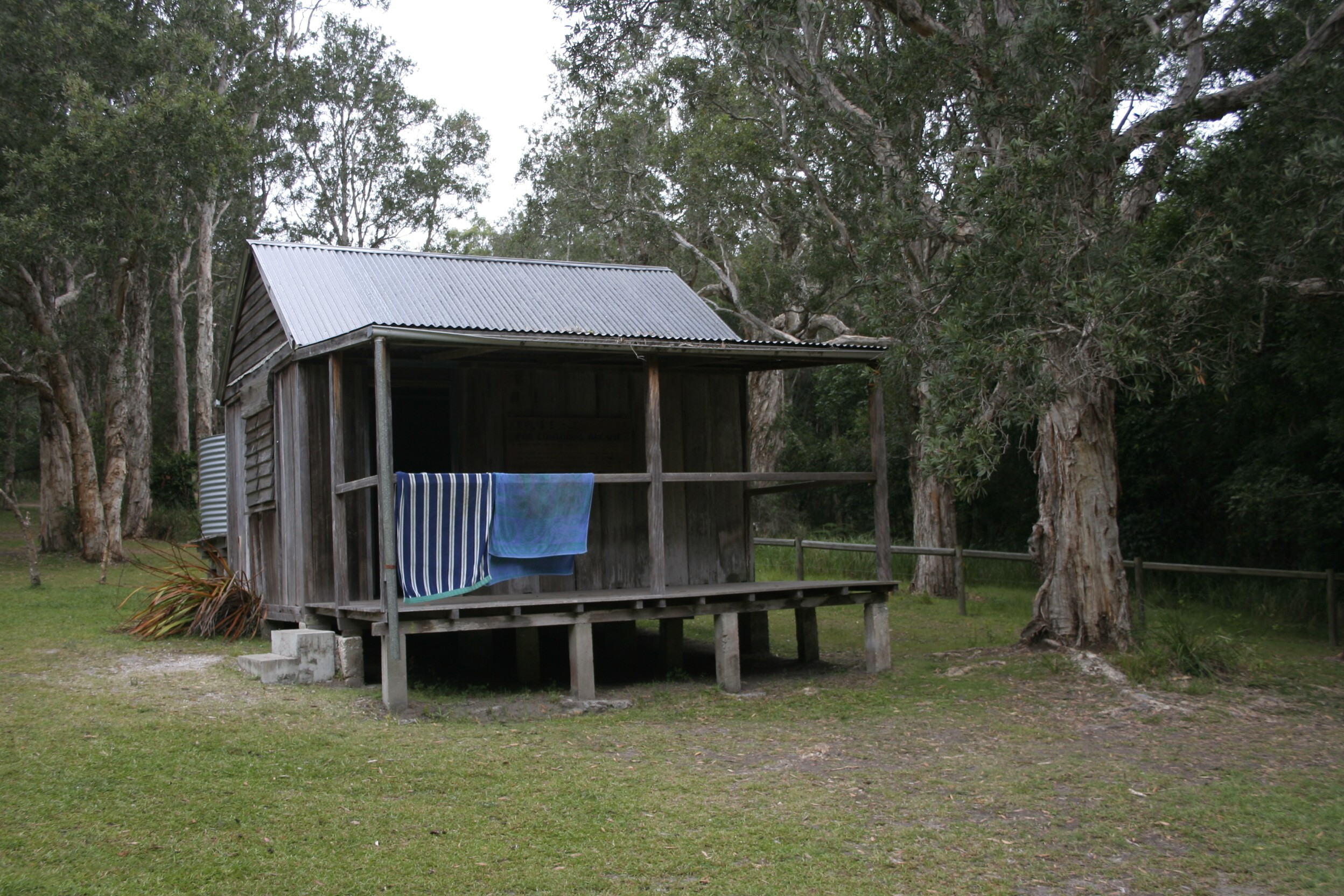
Après la Seconde Guerre mondiale, Tennant a travaillé dans cette hutte, dans le parc national de Crowdy Bay

"Kylie's Hut", la hutte où l'auteur a passé sa retraite à Crowdy Bay et qui a été détruite pendant les feux de brousse australiens 2019-2020.

## Prix et distinctions
- 1935 : SH Prior Memorial Prize décerné par le magazine The Bulletin, pour Tiburon [24]
- 1940 : SH Prior Memorial Prize (dirigé par le Bulletin), pour The Battlers, partagé avec Eve Langley, The Pea-Pickers et les « John Murtagh Macrossan lectures » de Malcolm Henry Ellis.
- 1942 : Médaille d'or de l'Australian Literature Society pour The Battlers
- 1960 : Prix du livre du Children's Book Council pour All the Proud Tribesmen
- 1980 : Officier de l'Ordre d'Australie pour services rendus à la littérature [25]